# Costa Granadina
Costa Granadina – wybrzeże Hiszpanii położone w prowincji Grenada. 
Obejmuje swym zasięgiem obszar od Adry do Motril. Swą nazwę bierze od różnorodnych owoców tropikalnych rosnących tutaj takich jak np.: mango, awokado, banany, papaja. W ciągu całego roku panuje tu wyjątkowo łagodny klimat. Średnia roczna temperatura wynosi prawie 20° C, a słońce świeci tu ponad 3000 godzin rocznie. Środowisko przyrodnicze i krajobraz terenów w okolicach Almerii jest podobne to takiego jaki występuje w amerykańskim stanie Arizona, ze względu na temperaturę, górski krajobraz i pustynne równiny. Region ten posiada typowe cechy i wygląd „prawdziwej” Hiszpanii. Główne miasta to: Motril i Almuñécar. Motril położone pośrodku żyznej równiny, zaś na wzgórzu Salobreña znajduje się zamek obronny Castillo de Salobreña wzniesiony w X wieku.